# 彩虹明樱蛤
是帘蛤目樱蛤科明樱蛤属的一种。主要分布于韩国、中国大陆、台湾，常栖息在潮间带至潮下带20米左右。